# Roberto Talma
Roberto Talma Vieira (Álvares Florence,  29 de abril de 1949 — Rio de Janeiro, 23 de abril de 2015) foi um produtor cinematográfico e diretor de televisão brasileiro.

## Biografia
Seu pai, José Vieira, trabalhava na televisão, exercendo a função de coordenador de programação na TV Rio e sua mãe, Cecília Batista, era bailarina. 
Mudou-se para o Rio de Janeiro com a família no início da década de 1960, conhecendo Walter Clark, então diretor da TV Rio. Depois, trabalhou na TV Excelsior e na TV Tupi, até entrar na Rede Globo em 1969. Foi editor de VT da Retrospectiva da Globo de 1979, emissora da qual saiu algumas vezes em períodos curtos (1972, 1976, 1979, 1982) e entre 1995 e 1999, quando dedicou-se a projetos pessoais
Na Globo, foi diretor de muitas telenovelas de sucesso como “Saramandaia”, a segunda versão das telenovelas “O astro” e “Gabriela”, além de ser o responsável por minisséries como “Anos dourados”, “Anos rebeldes” e “Os Maias”, e programas como “Você decide”, “Armação ilimitada”, “Malhação” e “Sítio do pica pau amarelo”.
Investiu na área cinematográfica, sendo em 2005, produtor associado de Carreiras, de Domingos de Oliveira (dramaturgo e cineasta brasileiro), em 2009, produtor do filme Meu Nome é Dindi, dirigido por Bruno Safadi.
O diretor e produtor da TV Globo Roberto Talma morreu na madrugada do dia 23 de abril de 2015, aos 65 anos. Ele estava internado no Hospital Samaritano, na Zona Sul do Rio de Janeiro. A causa da morte foi falência de múltiplos órgãos decorrente de insuficiência renal. Talma deixou três filhos. Seu corpo foi cremado.

## Trabalhos na televisão
| Ano  | Trabalho                    | Emissora   | Escalação               |
| ---- | --------------------------- | ---------- | ----------------------- |
| 1975 | O Grito                     | Rede Globo | Direção                 |
| 1976 | Saramandaia                 | Rede Globo | Direção                 |
| 1980 | Água Viva                   | Rede Globo | Direção Geral           |
| 1980 | Coração Alado               | Rede Globo | Direção Geral           |
| 1981 | Baila Comigo                | Rede Globo | Direção Geral           |
| 1981 | Jogo da Vida                | Rede Globo | Direção Geral           |
| 1982 | Sétimo Sentido              | Rede Globo | Direção Geral           |
| 1982 | Sol de Verão                | Rede Globo | Direção Geral           |
| 1982 | Campeão                     | Band       | Direção Geral           |
| 1983 | Braço de Ferro              | Band       | Direção Geral           |
| 1983 | Sabor de Mel                | Band       | Direção Geral           |
| 1983 | Maçã do Amor                | Band       | Direção Geral           |
| 1984 | Partido Alto                | Rede Globo | Direção Geral           |
| 1985 | Um Sonho a Mais             | Rede Globo | Direção Geral           |
| 1986 | Anos Dourados               | Rede Globo | Direção Geral           |
| 1987 | Tele Tema                   | Rede Globo | Direção Geral           |
| 1987 | Brega e Chique              | Rede Globo | Direção Executiva       |
| 1988 | Bebê a Bordo                | Rede Globo | Direção Geral           |
| 1989 | Que Rei Sou Eu              | Rede Globo | Direção Executiva       |
| 1989 | Top Model                   | Rede Globo | Direção Geral           |
| 1989 | O Sexo dos Anjos            | Rede Globo | Direção Geral           |
| 1990 | Rainha da Sucata            | Rede Globo | Direção Executiva       |
| 1990 | Boca do Lixo                | Rede Globo | Direção Geral           |
| 1990 | Lua Cheia de Amor           | Rede Globo | Direção Geral           |
| 1991 | O Sorriso do Lagarto        | Rede Globo | Direção Geral           |
| 1992 | Perigosas Peruas            | Rede Globo | Direção Geral           |
| 1992 | De Corpo e Alma             | Rede Globo | Direção Geral           |
| 1993 | Renascer                    | Rede Globo | Direção Geral           |
| 1995 | Malhação                    | Rede Globo | Direção Geral           |
| 1996 | Colégio Brasil              | SBT        | Direção                 |
| 1996 | Dona Anja                   | SBT        | Direção Geral           |
| 1997 | Domingão do Faustão         | Rede Globo | Direção Geral           |
| 1998 | Roberto Carlos Especial     | Rede Globo | Direção e Direção Geral |
| 1999 | Samba, Pagode & Cia.        | Rede Globo | Direção                 |
| 2000 | Angel Mix                   | Rede Globo | Direção Geral e Núcleo  |
| 2000 | Bambuluá                    | Rede Globo | Direção Geral e Núcleo  |
| 2001 | O Direito de Nascer         | SBT        | Direção Geral           |
| 2001 | A Padroeira                 | Rede Globo | Direção Geral e Núcleo  |
| 2001 | Sítio do Picapau Amarelo    | Rede Globo | Direção Geral e Núcleo  |
| 2002 | Xuxa no Mundo da Imaginação | Rede Globo | Direção Geral e Núcleo  |
| 2003 | Agora É que São Elas        | Rede Globo | Direção Geral e Núcleo  |
| 2003 | Kubanacan                   | Rede Globo | Direção Geral e Núcleo  |
| 2003 | Celebridade                 | Rede Globo | Participação especial   |
| 2005 | A Lua Me Disse              | Rede Globo | Direção Geral e Núcleo  |
| 2005 | Toma Lá Dá Cá (especial)    | Rede Globo | Núcleo                  |
| 2006 | O Profeta                   | Rede Globo | Núcleo                  |
| 2007 | Toma Lá Dá Cá               | Rede Globo | Núcleo                  |
| 2007 | Guerra & Paz                | Rede Globo | Núcleo                  |
| 2008 | Faça Sua História           | Rede Globo | Núcleo                  |
| 2008 | Negócio da China            | Rede Globo | Núcleo                  |
| 2009 | Geral.com                   | Rede Globo | Núcleo                  |
| 2009 | Natal de Luz da Xuxa        | Rede Globo | Núcleo                  |
| 2010 | Globeleza                   | Rede Globo | Núcleo                  |
| 2010 | A Vida Alheia               | Rede Globo | Núcleo                  |
| 2010 | TV Xuxa                     | Rede Globo | Núcleo                  |
| 2010 | Xuxa Especial de Natal      | Rede Globo | Núcleo                  |
| 2010 | Roberto Carlos Especial     | Rede Globo | Núcleo                  |
| 2011 | Amor Em 4 Atos              | Rede Globo | Núcleo                  |
| 2011 | O Astro                     | Rede Globo | Núcleo                  |
| 2011 | Aquele Beijo                | Rede Globo | Núcleo                  |
| 2011 | Ivete, Gil e Caetano        | Rede Globo | Núcleo                  |
| 2012 | Gabriela                    | Rede Globo | Núcleo                  |
| 2013 | Pé na Cova                  | Rede Globo | Núcleo                  |